# Asura cuneigera
Asura cuneigera là một loài bướm đêm thuộc phân họ Arctiinae, họ Erebidae.